# Isla Ana
Isla Ana är en ö i Mexiko. Isla Ana är en barriärö för lagunen Laguna San Ignacio och tillhör kommunen Mulegé i delstaten Baja California Sur, i den västra delen av landet. Öns area är 38 kvadratkilometer och ligger på Baja California Sur's västra kust.